# 吕普索
吕普索（法語：Lupsault，法語發音：[lypso]）是法国夏朗德省的一个市镇，位于该省西北部，属于孔福朗区。

## 地理
吕普索（45°56'31"N, 0°4'30"W）面积11.47 平方千米，位于法国新阿基坦大区夏朗德省，该省份为法国西部内陆省份，北起德塞夫勒省和维埃纳省，东临上维埃纳省，东南至多尔多涅省，南至多爾多涅省，西接滨海夏朗德省。
与吕普索接壤的市镇（或旧市镇、城区）包括：巴伯济耶尔、莱古尔、奥拉杜尔、圣弗赖涅、希沃。

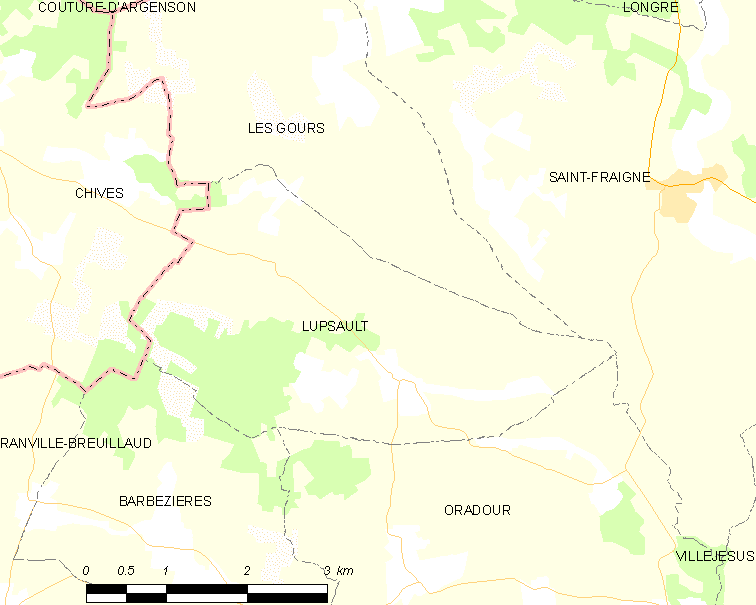
吕普索的OSM定位图

吕普索的时区为UTC+01:00、UTC+02:00（夏令时）。

## 行政
吕普索的邮政编码为16140，INSEE市镇编码为16194。

## 政治
吕普索所属的省级选区为夏朗德北县。

## 人口

1962-2008年间吕普索人口变化图示

吕普索于2022年1月1日时的人口数量为111人。